# Kasteel van Vinninghen
Het kasteel van Vinninghen stond in het verdwenen Nederlandse dorp Vinninghen, provincie Zeeland.

## Geschiedenis
Het mottekasteel is waarschijnlijk in de 13e eeuw gebouwd, met als mogelijke bouwheer Jan van Vinningen. Over hem is weinig bekend: hij komt alleen voor in een oorkonde uit 1266 waarin Pieter en Hendrik van Borsele een uitspraak doen over een geschil tussen de abdij Ter Duinen en enkele personen, waaronder Hendrik Janszoon van Vinningen. Jan zegelde deze oorkonde als getuige. Vermoedelijk was Hendrik zijn zoon. Jan en Hendrik van Vinningen zullen verwant zijn geweest aan het geslacht De Vriese van Oostende. Die familie beschikte zelf over het naburige kasteel van Oostende.
Tot 1330 was het grootste deel van het ambacht Vinninghen in eigendom van Gillis van Hoedekenskerke. Het is aannemelijk dat ook hij verwant was aan van het geslacht De Vriese van Oostende.
Na de stormvloed van 1520/1521 verdween het dorp Oostende met zijn kasteel in de golven. De familie Van Oostende is toen verhuisd naar Vinninghen, waar ze bij de oude motte waarschijnlijk een nieuw huis lieten bouwen.
Met het overlijden van Vriese van Oostende in 1542 stierf de familie in mannelijke lijn uit en vererfde het kasteel naar Thomas de Pleyves, kleinzoon van Vrieses zuster Maria. Thomas bewoonde het kasteel echter niet, waardoor het verviel en uiteindelijk verdween. Nog tot in de 17e eeuw zouden er resten van de ruïne zichtbaar blijven in het landschap.

## Locatie
De precies locatie van het mottekasteel is niet bekend, maar moet ten noordoosten van het huidige Hoedekenskerke liggen. Een overloper uit 1638 vermeldt percelen die verband hielden met den Berg en op een locatie lagen die toen bekend stond als de kasteelhoek. In de tweede helft van de 18e eeuw is de Inlaagdijk van Hoedekenskerke over de motte heen gelegd, waardoor de exacte locatie niet meer is terug te vinden.
Aldegonde · Kasteel van Axel · Baarland · Baarsdorp · Barbestein · Biervliet · Bieweg · Blodenburg · Huis der Boede · Brijdorpe · Bruëlis · 't Burchtje · Burggravensteen · Buttinge · Coxijde · Crayenstein · Duinbeek · Duivelsberg · Ellewoutsdijk · Filippenburg · Geersdijk · Gistellis · Gravenhof · Slot Haamstede · Kasteel Hellenburg · Herkestein · Heuvelsweg · Hoge Huis · Ter Hooge · Hoogkamer · Kats · Kind van Trente · Kleverskerke · Kortgene · Kreke · Kruiningen · Laterdale · Lodijke · Maalstede (Hulst) · Maalstede (Kapelle) · Magdalon · Hof Ter Moere · Moermond · Te Mortiere · Muiden · Hof ter Nisse (Nisse) · Hof ter Nisse (Ossenisse) · Oostende · Oostende (Goes) · Oosterstein · Poelvoorde · Poortvliet · Popkensburg · De Pottere · Poucques · Pronkenburg · Ravenstein · Saeftingher Slot · Kasteel van Sint-Maartensdijk · Schengen · Sluis · Smallegange · Stavenisse · Tolhuis van Iersekeroord · Huus ter Tolne · Torenberg · Torenhoeve · Toren van Bourgondië · Troye · Valkenisse · Vinninghen · Vlissingen · Voorhoute · Waarde · Watervliet · Weldamme · Welland · Huis te Werf · Te Werve · Westenschouwen · Westhove · Westkerke · Windenburg · Zandenburg · Zwanenburg